# Publiusz Marcellus
Gajusz Kwinkcjusz Certus Publiusz Marcellus, Gaius Quinctius Certus Publius Marcellus, rzymski namiestnik Syrii ok. 133 n.e. Został wysłany przez Hadriana do Judei, gdy namiestnik Judei, Kwintus Tinnejusz Rufus nie mógł sobie poradzić z powstaniem Bar-Kochby.